# Diagnostic in vitro
Pour les articles homonymes, voir IVD.
Le diagnostic in vitro (en anglais, in-vitro diagnostic ou IVD) regroupe toutes les techniques, tous les appareils ou les dispositifs utilisés sur des échantillons de tissus ou des liquides biologiques humains ou animaux dans un but de diagnostic des pathologies au sein des laboratoires médicaux.